# Cauviçon
Cauviçon (en francès Calvisson) és un municipi francès situat al departament del Gard i a la regió d'Occitània.